# André Déom
Pour les articles homonymes, voir Déom.
André Déom, né le 25 juillet 1929 à Rigaud (Québec, Canada) et mort le 23 juin 1993 à Greenfield Park (Québec, Canada), est un administrateur et homme politique québécois.

## Biographie
André Déom fait ses études au Jardin de l'enfance et au collège Bourget à Rigaud. Il obtient en 1951 une maîtrise en relations industrielles de l'Université de Montréal. Entre 1951 et 1976, il occupe les postes de directeur du personnel et de vice-président dans différentes entreprises comme Quebec Iron and Titanium, les entreprises Jules-André Brillant, Québec-Téléphone, Sidbec-Dosco, la Compagnie de papier Rolland, la Mutuelle SSQ et Casavant Frères. Il est également président ou membre de plusieurs conseils et comités institutionnels, notamment le Conseil d'orientation économique du Québec, le comité d'enquête sur le chômage saisonnier, le comité de planification sur l'éducation des adultes au ministère de l'Éducation du Québec, le conseil d'administration du cégep Édouard-Montpetit et le Conseil de planification et de développement du Québec. Il est gouverneur de l'Université du Québec. Il est membre fondateur du Conseil du patronat du Québec. Il publie des articles sur les comportements linguistiques dans les entreprises au Québec et sur les positions des partis politiques par rapport à la politisation des relations de travail.
En 1973, il est élu député libéral dans la circonscription québécoise nouvellement formée de Laporte. Il remporte la circonscription par une faible marge, soit 17 427 voix contre 17 055 pour Pierre Marois, du Parti québécois. Il ne se représente pas à l'élection suivante en 1976, alors que le péquiste Pierre Marois lui succède.
Au cours des années 1980, il est sous-ministre adjoint au ministère fédéral du Travail puis arbitre de griefs au Québec et en Ontario.